# Cmentarz żydowski w Wiślicy
Cmentarz żydowski w Wiślicy – kirkut społeczności żydowskiej zamieszkującej niegdyś Wiślicę. Powstał w XVII wieku. Znajduje się przy ul. Złotej w zachodniej części miasta. Ma powierzchnię 1,3 ha i jest nieogrodzony. Został zniszczony podczas II wojny światowej. Zachowało się kilka fragmentów rozbitych nagrobków i jedna stojąca macewa (stela nagrobna).
Kilka lat temu ostatnią stojącą macewę i jeden fragment nagrobka zdewastowano, umieszczając na nich symbole antysemickie.

## Galeria

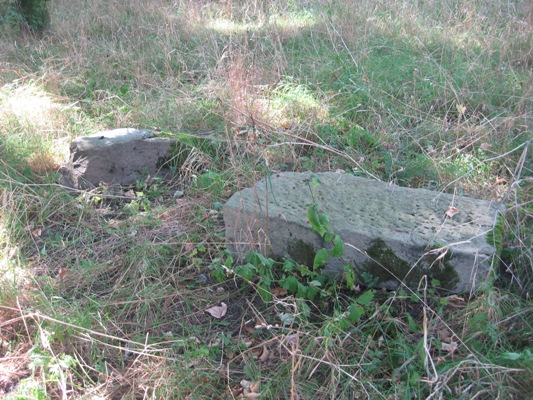
Fragmenty nagrobków na cmentarzu żydowskim w Wiślicy
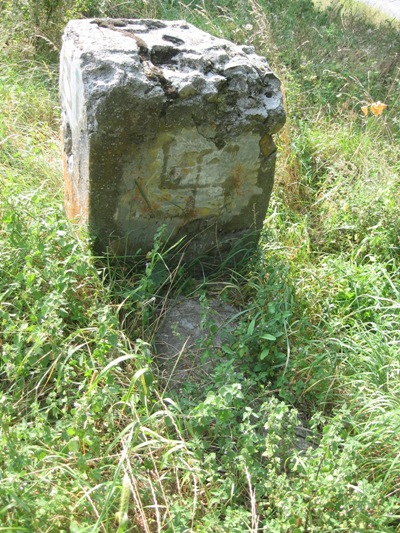
Zdewastowana macewa w Wiślicy, widok z przodu